# Жипарана
Жипарана́ (порт. Ji-Paraná), также известная под названием Маша́ду (порт. Machado) — река в амазонских джунглях на западе Бразилии, приток Мадейры. Одна из крупнейших рек штата Рондония. Была открыта бразильским исследователем Кандиду Рондоном во время его экспедиции 1909 года.

## География
Река берёт своё начало на плато Паресис севернее города Вильена, очень близко к истоку реки Рузвельт. Оттуда она течёт на северо-запад, формируя своим верхним течением юго-западную границу Индейской территории Арипуанья. Возле города Пимента-Буэну она пересекает дорогу Куяба — Порто-Вельо (BR-364) и принимает слева приток Апендиа, после чего около 150 км течёт на северо-запад параллельно дороге, пересекая муниципалитет Какуал. У города Жи-Парана она поворачивает на север, покидая дорогу, и далее течёт на север через горный регион, в котором расположен заповедник Жару, где на ней образуется множество водопадов. Покинув этот район, она перед стыком границ штатов Мату-Гросу, Рондония и Амазонас резко поворачивает на запад, после впадения слева реки Машадинью отклоняется на северо-запад, и чуть ниже Порту-Велью приняв в себя почти возле устья реку Риу-Прету впадает в реку Мадейра.
Города на реке: Пимента-Буэну, Жи-Парана
Основные притоки (от истока к устью): Комеморасан, Апендиа, Ролин-ди-Мара, Шинсу-да-Сол, Урупа, Машадинью, Журуазинью, Риу-Прету.